# Pjotr Fadejewitsch Lomako
Pjotr Fadejewitsch Lomako (russisch Пётр Фаде́евич Лома́ко; * 29. Junijul. / 12. Juli 1904greg. in Temrjuk, Oblast Kuban, Russisches Kaiserreich; † 27. Mai 1990 in Moskau) war ein sowjetischer Wirtschaftswissenschaftler und Politiker der Kommunistischen Partei der Sowjetunion (KPdSU), der unter anderem zwischen 1940 und 1948 Volkskommissar beziehungsweise von 1950 bis 1953, 1954 bis 1957 sowie zwischen 1965 und 1986 Minister für Nichteisenmetallurgie war. Zwischenzeitlich fungierte er von 1962 bis 1965 als Vorsitzender der Staatlichen Plankommission (Gosplan) sowie Stellvertretender Vorsitzender des Ministerrates der UdSSR. Lomako war für die Koordinierung einer reformistischen Wirtschaftspolitik verantwortlich und wurde aus Sicht von westlichen Analysten 1965 von Leonid Breschnew entlassen, um die Macht von  Ministerpräsident Alexei Kossygin zu schwächen und den wirtschaftlichen Konservatismus wieder einzuführen.

## Leben

### Studium, Ingenieur und Volkskommissar
Pjotr Fadejewitsch Lomako, Sohn von Kleinbauern, wurde 1923 Mitglied der kommunistischen Jugendorganisation Komsomol und besuchte zwischen 1924 und 1927 die Arbeiterfakultät in Krasnodar. Während des Studiums wurde er zudem 1925 Mitglied der Kommunistischen Partei der Sowjetunion (KPdSU) und absolvierte zwischen 1927 und 1932 zunächst ein Studium am Plechanow-Institut für Nationale Wirtschaft. Anschließend begann er 1930 ein weiteres Studium am Institut für Nichteisenmetalle und Gold in Moskau, das er 1932 abschloss. Nach Abschluss des Studiums war er zwischen 1932 und 1937 nacheinander Vorarbeiter, Meister, Werkstattleiter sowie zuletzt Assistent des Chefingenieurs einer Fabrik in Leningrad, ehe er von 1937 bis 1939 Direktor einer Fabrik für Nichteisenmetallurgie in der Oblast Iwanowo war.
1939 wurde Lomako Stellvertretender Volkskommissar für Nichteisenmetallurgie und schließlich am 9. Juli 1941 Nachfolger von Alexander Samochwalow als Volkskommissar für Nichteisenmetallurgie im damals von Wjatscheslaw Molotow geführten Rat der Volkskommissare ab und behielt dieses Amt auch unter dem Vorsitz Josef Stalins. bis zur Auflösung dieses Volkskommissariats am 29. Juni 1948. Während des Zweiten Weltkrieges war er für die Überwachung der Evakuierung der sowjetischen Industrie in die Gebirgsregion des Ural verantwortlich und spielte nach dem Ausbruch des Deutsch-Sowjetischen Krieges im Jahr 1941 eine wichtige Rolle bei der Aufrechterhaltung der sowjetischen Industrie. 1946 wurde er erstmals Deputierter des Obersten Sowjet der UdSSR, dem er zunächst bis 1950 angehörte.

### Minister, Stellvertretender Ministerpräsident und Vorsitzender von Gosplan
Nachdem Pjotr Fadejewitsch Lomako zwischen 1948 und 1950 lediglich Vizeminister für Eisen- und Stahlindustrie war, wurde er am 28. Dezember 1950 in der zweiten Regierung Stalin wieder Minister für Nichteisenmetallurgie im Ministerrat der UdSSR und hatte dieses Ministeramt nunmehr bis zum 6. März 1953 inne. Er wurde auf dem XIX. Parteitag der KPdSU (5. bis 14. Oktober 1952) Kandidat des Zentralkomitees (ZK) und hatte diese Parteifunktion bis zum XXI. Parteitag	(27. Januar bis 5. Februar 1959) inne. Er fungierte zwischen 1953 und 1954 abermals als Vizeminister für Eisen- und Stahlindustrie. Am 8. Februar 1954 übernahm er in der Regierung Malenkow I wieder das Amt als Minister für Nichteisenmetallurgie und behielt dieses auch in der darauf folgenden Regierung Malenkow II sowie der Regierung Bulganin bis zum 10. Mai 1957. 1954 wurde er zudem erneut Deputierter des Obersten Sowjet der UdSSR und gehörte diesem nunmehr bis 1989 an.
Nachdem Lomako am 10. Mai 1957 aus dem Ministerrat der UdSSR ausgeschieden war, fungierte er zwischen 1957 und 1961 als Vorsitzender des Volkswirtschaftsrates (Sownarchos) in Krasnojarsk. Auf dem XXII. Parteitag (17. bis 31. Oktober 1961) wurde er erstmals Mitglied des ZK der KPdSU und gehörte diesem Gremium bis zum XXV. Parteitag der KPdSU (24. Februar bis 5. März 1976). Zusätzlich war er zwischen 1961 und 1962 Vizepräsident des Büros der Russischen Sozialistischen Föderativen Sowjetrepublik des ZK der KPdSU.
Am 10. November 1962 wurde Pjotr Fadejewitsch Lomako Stellvertretender Vorsitzender des Ministerrates der UdSSR in der Regierung Chruschtschow II und löste zusätzlich zwei Wochen später am 24. November 1962 Wenjamin Emanuilowitsch Dymschitz als Vorsitzender der Staatlichen Plankommission (Gosplan) ab. Diese beiden Ämter im Ministerrat hatte er auch in der darauf folgenden Regierung Kossygin I bis zum 2. Oktober 1965 inne. Er war damit in der Zeit des Wechsels von Nikita Chruschtschow zu Leonid Breschnew maßgeblich verantwortlich für die Koordinierung der sowjetischen Wirtschaft in Zeiten wirtschaftlicher Unsicherheit. Er unterstand als Stellvertretender Vorsitzender des Ministerrates dem unmittelbaren Einfluss von Ministerpräsident Alexei Kossygin, dessen reformistischen Kurs er unterstützte. Am 2. Oktober 1965 wurde er aus Sicht von westlichen Analysten von Breschnew als Vorsitzender der Staatlichen Planungskommission sowie Stellvertretender Vorsitzender des Ministerrates entlassen, um die Macht von Ministerpräsident Kossygin zu schwächen und den wirtschaftlichen Konservatismus wieder einzuführen. Daraufhin übernahm er am 2. Oktober 1965 wieder die Funktion als Minister für Nichteisenmetallurgie im Ministerrat der UdSSR und bekleidete dieses Ministeramt mehr als zwanzig Jahre lang in der Regierung Kossygin II, Regierung Kossygin III, Regierung Kossygin IV, Regierung Kossygin V, Regierung Tichonow I, Regierung Tichonow II sowie der Regierung Ryschkow I bis zum 2. November 1986, woraufhin Wladimir Alexandrowitsch Durasow seine Nachfolge antrat.

### Ehrungen und Auszeichnungen
Lomako wurde für seine Verdienste mehrfach ausgezeichnet und erhielt neben dem Titel Held der Sowjetunion (1974) auch sieben Mal den Leninorden, den Orden der Oktoberrevolution, zwei Mal den Orden des Roten Banners der Arbeit, den Orden des Roten Sterns, die Jubiläumsmedaille „Zum Gedenken an den 100. Geburtstag von Wladimir Iljitsch Lenin“, die Medaille „Für die Verteidigung Moskaus“, die Medaille „20. Jahrestag des Sieges im Großen Vaterländischen Krieg 1941–1945“, die Medaille „30. Jahrestag des Sieges im Großen Vaterländischen Krieg 1941–1945“, die Medaille „Für heldenmütige Arbeit im Großen Vaterländischen Krieg 1941–1945“ sowie die Medaille „50 Jahre Streitkräfte der UdSSR“.